# Rural Municipality of Edenwold No. 158
Die Rural Municipality of Edenwold No. 158 (kurz Edenwold No. 158) ist eine Landgemeinde (Rural Municipality) im Südosten der kanadischen Provinz Saskatchewan. Sie ist die Landgemeinde der Provinz mit der höchsten Bevölkerungsdichte (5,3 Einwohner je km²). Sie hat ihren Verwaltungssitz in der unselbständigen Gemeinde Emerald Park.
Die Gemeinde gehört statistisch zur Saskatchewan Census Division No. 6 und ist Teil der SARM Division No. 2.

## Geographie
Edenwold No. 158 liegt in der Prairielandschaft unmittelbar östlich der Provinzhauptstadt Regina. Die Gemeinde wird im Norden vom in West nach Ost fließenden Qu’Appelle River, einem Nebenfluss des Assiniboine River, von der Nachbargemeinde Rural Municipality of Cupar No. 218 abgegrenzt. Im nördlichen Bereich der Gemeinde liegen auch zwei große Indian reserve (Piapot First Nation No. 75 und Muscowpetung First Nation No. 80) der First Nations und umfassen dort große Teile des Gemeindegebietes.
Verschiedene Highways durchqueren die Landgemeinde, von denen der in Ost-West-Richtung verlaufende Highway 1 als Abschnitt des Trans-Canada Highways der wichtigste ist. Weitere Highways erster Ordnung sind der Highway 33, der Highway 46 und der Highway 48. Außerdem durchqueren mehrere Eisenbahnstrecken die Gemeinde.

## Geschichte
Die Gemeinde wurde am 9. Dezember 1912 eingerichtet (englisch „incorporated“) und gehört damit zur überwiegenden Mehrheit der Gemeinden die zwischen 1909 und 1913 eingerichtet wurden.

## Demographie
Der Zensus im Jahr 2021 ergab für die Gemeinde eine Bevölkerung von 4466 Einwohnern, nachdem der Zensus im Jahr 2016 für die Gemeinde eine Bevölkerung von 4490 Einwohnernergeben hatte. Die Bevölkerung hat damit im Vergleich zum letzten Zensus im Jahr 2016 entgegen dem Trend in der Provinz um 0,5 % abgenommen, während der Provinzdurchschnitt bei einer Bevölkerungszunahme von 3,1 % lag. Im letzten Zensuszeitraum von 2011 bis 2016 hatte die Bevölkerung dagegen noch stärker als der Trend um 8,7 % zugenommen, bei einer durchschnittlichen Bevölkerungszunahme von 6,3 % in der Provinz.
Im Rahmen des „Census 2021“ wurde für die Gemeinde ein Medianalter von 42,8 Jahren ermittelt. Das Medianalter der Provinz lag 2021 bei nur 38,8 Jahren. Das örtliche Durchschnittsalter lag bei 40,0 Jahren, bzw. bei 39,8 Jahren in der Provinz. Beim „Census 2016“ wurde für die Gemeinde noch ein Medianalter von 40,1 Jahren ermittelt und für die Provinz von 37,8 Jahren bzw. ein örtliches Durchschnittsalter von 37,6 Jahren sowie von 39,1 Jahren in der Provinz.

## Gemeinden
Vom Gemeindegebiet werden mehrere Reservate der First Nation, hier der Cree und der Saulteaux umschlossen. Diese unterliegen jedoch nicht der Verwaltung durch die Landgemeinde.

### Eigenständige Gemeinden
Innerhalb des Gemeindegebietes gibt es die folgenden eigenständige Gemeinden:
Town
- Balgonie
- Pilot Butte
- White City

Village
- Edenwold

### Nicht eigenständige Gemeinden
Innerhalb des Gemeindegebietes gibt es mehrere nicht eigenständige Gemeinden:
Hamlet
- Crawford Estates

Außerdem liegen in der Gemeinde weiter unselbständige Siedlungen, sogenannte „unincorporated communities“, wie Emerald Park.